# 霍爾斯科納斯 (印第安納州)
霍爾斯科納斯（英語：Halls Corners）是位於美國印地安納州艾倫縣的一個非建制地區。該地的面積和人口皆未知。

## 地理
霍爾斯科納斯的座標為41°14′27″N 84°51′08″W / 41.24083°N 84.85222°W，而該地的平均海拔高度為241米（即791英尺）。